# Dégradosome
Le dégradosome est un complexe multi-protéique présent dans la plupart des bactéries. Il se trouve uniquement chez les bactéries et on peut le comparer à l'exosome chez les eucaryotes et les archées. 

## Description
Il est impliqué dans le traitement de l'acide ribonucléique ribosomique et la dégradation de l'ARN messager et est régulé par l'ARN non codant. C'est un complexe enzymatique composé essentiellement de ribonucléases c'est-à-dire d'endoribonucléases, (qui hydrolysent des ARN en coupant les liaisons phosphodiester internes à la molécule d'ARN) d'exoribonucléases (qui effectuent le même travail que les endoribonucléases mais uniquement sur des nucléotides situés aux extrémités de l'ARN), et d'hélicases. Ces hélicases, hydrolysent les liaisons hydrogène des structures secondaires, elle permet aussi l'ouverture des ARN pour les ribonucléases. 
Tous les organismes disposent de divers outils pour la dégradation de l'ARN, par exemple les ribonucléases, les hélicases, les nucléotidyltransférases à l'extrémité 3' (qui ajoutent des queues aux transcrits), les enzymes de coiffage et de décoiffage à l'extrémité 5' et un assortiment de protéines de liaison à l'ARN qui aident à le modéliser afin de le présenter comme substrat ou pour sa reconnaissance à une autre protéine. Souvent, ces protéines s'associent en complexes stables dans lesquels leurs activités sont coordonnées ou coopératives. Nombre de ces protéines du métabolisme de l'ARN sont représentées dans les composants du dégradosome.
La composition de ce complexe multienzyme peut varier selon l'organisme.